# کریپلگیت
کریپلگیت (انگلیسی: Cripplegate) یکی از دروازه شهر در دیوار لندن که زمانی سیتی لندن را در بر می‌گرفت.